# استفان کونه
استفان کونه (انگلیسی: Stefan Kühne؛ زادهٔ ۱۵ اوت ۱۹۸۰) بازیکن فوتبال اهل آلمان است.
از باشگاه‌هایی که در آن بازی کرده‌است می‌توان به باشگاه فوتبال ماینتس ۰۵، باشگاه فوتبال هولشتاین کیل، باشگاه فوتبال روت‌وایس اسن، و باشگاه فوتبال کارل زایس ینا اشاره کرد.